# قتل لورن گیدینگز
قتل لورن گیدینگز توسط استفن مک دنیل در ۲۶ ژوئن ۲۰۱۱ در شهر میکن، واقع در ایالت جورجیا، ایالات متحده انجام شد. قربانی، لورن گیدینگز، به تازگی از دانشکده حقوق مرسر فارغ‌التحصیل شده بود. مک دانیل در سال ۲۰۱۴ به قتل اعتراف کرد. و به ۳۰ سال حبس محکوم شد.

## قتل
مک دانیل و گیدینگز در همسایگی هم زندگی می‌کردند و همکلاسی‌های سابق دانشگاه مرسر بودند. به گفته مک دانیل، در ساعت ۴:۳۰ در روز یکشنبه ۲۶ ژوئن ۲۰۱۱، او از یک کلید مستر برای دسترسی به آپارتمان گیدینگ استفاده کرد. مک دانیل با پوشیدن ماسک و دستکش، او را با دستانش در اتاق خوابش خفه کرد. روز بعد، او بدن او را در حمام با اره برقی تکه‌تکه کرد. بیشتر بقایای گیدینگ در یک زباله دان در محوطه دانشگاه ریخته شد. با این حال، قسمت بالایی تنه در سطل زباله بیرون مجتمع آپارتمانی انداخته شد.

## تحقیق و بررسی
در ۳۰ ژوئن خبر ناپدید شدن گیدینگز پیچید، و بعد از مدتی بدن او کشف شد. آن روز، مک دانیل با WGXA مصاحبه ای انجام داد و ادعا کرد که دوست گیدینگز است. در طی مصاحبه متوجه شد که نیم تنه پیدا شده‌است.
در ۱ ژوئیه، مک دانیل داوطلبانه به اداره پلیس رفت تا در مورد گیدینگز اعتراف کند. بازجویی از او بیش از ۱۲ ساعت به طول انجامید و آپارتمانش تفتیش شد. او در ۲ ژوئیه به زندان رفت. در ماه اوت، دادگاه مک دانیل زا به قتل متهم کرد. بازرسان چندین شواهد را به او مرتبط کرده بودند، از جمله اره برقی که او برای تکه‌تکه کردن جسد استفاده کرد.

## عواقب
در سال ۲۰۱۴، مک دانیل یک معامله را پذیرفت و به قتل اعتراف کرد. معامله او مستلزم آن بود که روایت خود را از قتل شرح دهد و در ازای آن، از مجازات اعدام اجتناب می‌کرد. قاضی همچنین اتهامات دیگری که در جریان تحقیقات کشف شده بود، از جمله یک فقره سرقت و ۳۰ مورد سوء استفاده جنسی از کودکان را رد کرد. او در سال ۲۰۴۱ واجد شرایط آزادی مشروط خواهد بود.
در سال ۲۰۱۸، پدر مک دانیل، مارک مک دانیل، یک کمپین GoFundMe را برای جمع‌آوری کمک‌های مالی برای هزینه‌های قانونی مورد نیاز برای تجدید نظر راه اندازی کرد. صفحه به سرعت حذف شد. او اظهار داشت که حقوق اساسی او نقض شده‌است زیرا قبل از دادن رضایت برای جستجو از نظر پزشکی مورد تأیید قرار نگرفته‌است، تحقیقات حقوقی او توسط دادستان منطقه رهگیری شده‌است و وکلای او به اندازه کافی از او حمایت نمی‌کنند. او همچنین شکایتی را علیه وکیل سابق خود تنظیم کرد. قاضی درخواست تجدیدنظر را رد کرد.
در ۳۰ مه ۲۰۲۲، دادخواست قرار احضار زندانی دیگری توسط مک دانیل ارائه شد که مدعی بود اسناد مربوط به مقدمات محاکمه دفاعی توسط دادستان منطقه به سرقت رفته‌است. وی در دادخواست خود خواستار لغو محکومیت و آزادی وی از زندان شده‌است.
از ۴ ژوئیه ۲۰۲۳، مک دانیل در زندان ایالتی هنکوک در شهرستان هنکوک، جورجیا زندانی است.